# Barbaresco
For rượu vang Ý, xem Barbaresco.
Barbaresco là một đô thị tại tỉnh Cuneo trong vùng Piedmont của Italia, vị trí cách khoảng 50 km về phía đông nam của Torino và khoảng 60 km về phía đông bắc của Cuneo. Tại thời điểm ngày 31 tháng 12 năm 2004, đô thị này có dân số 656 người và diện tích 7,6 km².
Barbaresco giáp các đô thị: Alba, Castagnito, Guarene, Neive và Treiso.